# Bournellum trichopygum
Bournellum trichopygum är en mångfotingart som beskrevs av Carl Graf Attems 1908. Bournellum trichopygum ingår i släktet Bournellum och familjen Sphaerotheriidae. Inga underarter finns listade i Catalogue of Life.